# NGC 1090
NGC 1090 (również PGC 10507 lub UGC 2247) – galaktyka spiralna z poprzeczką (SBbc), znajdująca się w gwiazdozbiorze Wieloryba. Odkrył ją William Herschel 9 października 1785 roku.
W galaktyce tej zaobserwowano supernowe SN 1962K i SN 1971T.